# Nézignan-l'Évêque
Nézignan-l'Évêque este o comună în departamentul Hérault din sudul Franței. În 2009 avea o populație de 1.423 de locuitori.

## Evoluția populației
| An        | 1975 | 1982 | 1990 | 1999 | 2006  | 2009  |
| --------- | ---- | ---- | ---- | ---- | ----- | ----- |
| Populație | 642  | 725  | 753  | 960  | 1.259 | 1.423 |